# Circle (おニャン子クラブのアルバム)
『Circle』（サークル）は、おニャン子クラブ通算5枚目のスタジオ・アルバム。1987年8月5日発売。発売元はキャニオン・レコード（後述）。

## 解説
おニャン子クラブにとって最後のオリジナル・アルバムであり、全曲新曲で構成された2枚組。2枚の内訳は下記の通り。
- Disc 1は、ソロ・ユニット・卒業生によるオムニバス新曲集。基本的にソロまたはユニット・デビュー順に収録。デビュー時からおニャン子クラブ本体の楽曲の大半で作詞を手掛けた秋元康が作詞をしていない点が特徴。ソロ・デビュー第1号となった河合その子は、自ら作曲した楽曲が収録された。
- Disc 2は、本作リリース時点での在籍メンバーによる新曲集になっている。Disc 1と異なり、全曲の作詞を秋元康が担当。収録曲のうち10曲が同年8～9月開催の解散ツアー「おニャン子クラブ全国横断ファイナルコンサート」で披露された。

本作のみ、『KIRIGIRISU』のレーベル表記がされており、おニャン子クラブのメンバーが所属するレコード会社4社（キャニオン・レコード、フォーライフ・レコード、EPIC・ソニー、CBS・ソニー）が共同で発売元となっている（販売元及び品番はキャニオンレコード）。予約特典として、LPサイズの豪華写真集が店頭で渡された。

## 収録曲

### Disc 1
1. サークル（Opening）
2. プリズム
  - 作詞:芹沢類　作曲:河合その子　編曲:後藤次利
  - 歌: 河合その子
3. 碧いスケッチ
  - 作詞:谷穂ちろる　作曲:山梨鐐平　編曲:瀬尾一三
  - 歌: 吉沢秋絵
4. 恋のミスマッチ
  - 作詞:青木美恵子　作曲:国安わたる　編曲:山川恵津子
  - 歌:新田恵利
5. 圧巻! FLASH UP
  - 作詞:谷穂ちろる　作曲・編曲:難波正司
  - 歌:国生さゆり
6. ONE WAY ROAD
  - 作詞:麻生圭子　作曲:井上ヨシマサ　編曲:清水信之
  - 歌:福永恵規
7. 寒い8月
  - 作詞:谷穂ちろる　作曲・編曲:見岳章
  - 歌:城之内早苗
  - 4ヶ月後発売された『石畳の街～十九番目の冬～』の3曲目に収録。
8. こんな空の下で
  - 作詞:沢ちひろ　作曲:八田雅弘　編曲:清水信之
  - 歌:高井麻巳子
9. 季節のノック
  - 作詞:和泉ゆかり　作曲・編曲:後藤次利
  - 歌:渡辺美奈代
10. 次のページを開いて
  - 作詞:麻生圭子　作曲:岸正之　編曲:山川恵津子
  - 歌: 渡辺満里奈
  - 1ヶ月後に発売された『EVERGREEN』の8曲目に収録。
11. 風に抱かれて
  - 作詞:麻生圭子　作曲:黒住憲五　編曲:国吉良一
  - 歌: 内海和子
12. ちょっとほの気のタイミング
  - 作詞:及川眠子　作曲:小森田実　編曲:西平彰
  - 歌:岩井由紀子
13. 雲の上はいつも
  - 作詞:三浦徳子　作曲・編曲:後藤次利
  - 歌:うしろ髪ひかれ隊
  - エンディングが次曲と繋がっていない単体ヴァージョンがある[1]。
14. サークル（Ending）

### Disc 2
全作詞:秋元康
1. ONE NIGHT ONLY
  - 作曲・編曲:後藤次利
2. シンデレラのシューズ
  - 作曲・編曲:佐藤準
  - ボーカル:富川春美・永田ルリ子・白石麻子・生稲晃子・山森由里子・鈴木和佳子
3. 真赤なミニスカート
  - 作曲:見岳章　編曲:鷺巣詩郎
  - ボーカル:岩井由紀子・渡辺美奈代・渡辺満里奈
4. 黄昏にキスをしないで
  - 作曲・編曲:山川恵津子
  - ボーカル:工藤静香・吉見美津子・杉浦美雪・宮野久美子・鈴木和佳子
5. 雨のあやとり
  - 作曲:松尾清憲　編曲:新川博
  - ボーカル:城之内早苗・横田睦美・生稲晃子・我妻佳代
6. 割ってしまった卵
  - 作曲・編曲:後藤次利
  - ボーカル:岩井由紀子・渡辺美奈代
7. 風の物語
  - 作曲:高橋研　編曲:佐藤準
  - ボーカル:生稲晃子・貝瀬典子・斉藤満喜子・我妻佳代・杉浦美雪・宮野久美子
8. 白いコスモスの頃
  - 作曲:高橋研　編曲:佐藤準
  - ボーカル:富川春美・城之内早苗・工藤静香
9. 未完成なジグソーパズル
  - 作曲・編曲:後藤次利
  - ボーカル:永田ルリ子・白石麻子・布川智子
10. 赤道探検隊
  - 作曲:小森田実　編曲:清水信之
  - ボーカル:横田睦美・布川智子・渡辺満里奈・貝瀬典子・斉藤満喜子
11. 間に合うかもしれない
  - 作曲:高橋研　編曲:佐藤準
  - フロントボーカル:富川春美・横田睦美・吉見美津子・杉浦美雪
12. STAGE DOOR
  - 作曲・編曲:後藤次利

## 関連作品
- おニャン子クラブ ベスト
- おニャン子クラブ大全集 for HiQualityCD 上・下巻 限定CD-BOX
- 1987年の音楽
- ザ・ビートルズ（ホワイト・アルバム）-ビートルズが1968年に発表したアルバム。本作のジャケットのパロディ元であることと、2枚組である点も共通している。